# بخش خلجستان
خَلَجستان یکی از بخش‌های شهرستان قم در منطقه غرب استان قم ایران است.
فاصلهٔ مرکز بخش شهر دستجرد تا شهر قم حدود ۶۴ کیلومتر است.

## تقسیمات کشوری
- بخش خلجستان
  - دهستان دستجرد

شهر: دستجرد

## جمعیت
جمعیت بخش خلجستان براساس سرشماری عمومی نفوس و مسکن در سال ۱۳۹۵ برابر با ۴٬۳۰۷ نفر بوده‌است.